# بسماركية نبيلة
بسماركية نبيلة (الاسم العلمي: Bismarckia nobilis) هو نوع نباتي يتبع جنس الدوم من فصيلة الفوفلية.